# Ilex angustissima
Ilex angustissima är en järneksväxtart som beskrevs av Reiss. Ilex angustissima ingår i släktet järnekar, och familjen järneksväxter. Inga underarter finns listade i Catalogue of Life.